# セルドウェラー
セルドウェラー (Celldweller) は、アメリカ・ミシガン州・デトロイトを本拠とするクレイトン (Klayton) によるエレクトロニック・ロック・音楽プロジェクト。

## 概要
マルチプレイヤーであるクレイトン (Klayton) がインダストリアル・メタル・バンドCircle of Dust解散後の1999年に始動させた音楽プロジェクト。作曲、演奏、リミックス、DJやライブ活動などを行っている。
多面的な音楽性で活動初期はエレクトロニック・ロックに分類され、ドラムンベース、トランスやオーケストラなど多彩な要素を含み、現在はブロステップなどのエレクトロニック・ダンス・ミュージックの要素を含む楽曲を発表している。また、映画やトレイラー、テレビ番組、ゲームなどにも楽曲を提供している。
AmazonのMP3ダウンロードでは、三部門 (ハードロック・ヘヴィメタル、ダンス・エレクトロニカ、ロック) でトップ10に入った。

## バイオグラフィ

### Circle of Dust、Angeldust時代 (1997–1999)
90年台中盤にクレイトンはインダストリアルメタルバンドCircle of Dustにて活動開始し、カルト的なファンを獲得していた。同時期に人気メタルバンドArgyle Parkにて、Dred、Deathwish、Celldwellerという名義にて参加をしていた。Circle of Dust解散直後、クレイトンは未発表楽曲をリワークした作品によるアルバムDisengageと、イリュージョニストのクリス・エンジェルとの新プロジェクト Angeldustのアルバムを発表した。
2つのアルバムはそれまでのインダストリアルメタルから脱却し、最新のエレクトロニック・ミュージックやロックのメロディを強く取り入れたサウンドとなった。この変化により現在のセルドウェラーの世界観を決定するサウンドものとなる。
クレイトンは1998年/1999年にセルドウェラーとして活動開始し3曲のデモ曲と2曲のトランス楽曲が収録された限定版EPを発売したが、即座に完売。
エンジェル・ダストは2000年に3枚分のアルバムを楽曲を完成した後に、クレイトンがセルドウェラー名義での活動を専念することを理由に解散。

### 初期 (1999–2008)
クレイトンは、プロデューサーのグラント・モーマン (元Leaderdogs for the Blindメンバー) と共にデビューアルバム Celldweller を2001年2月にリリースする予定であった。しかし諸事情により、発売が遅れることになった。
その間、クレイトンはファンとの交流を行うために、多くの日記やメールなどをウェブサイトを通じて配信し、2001年には、"Sybiont" のマルチトラックを公開することで、ファンや交流のあるミュージシャンへ楽曲のリミックスを行わせるイベントを企画した。
そのイベントから選ばれた優秀な8つの楽曲はmp3.comにて公開され、エレクトロニック・ミュージックのチャートをほぼ独占し、リリースされた楽曲は当時では破格の50万回以上Mp3.com で再生され、6年後にEPとしてネット配信された。
そしてアルバム「Celldweller」は、2003年初頭に発売が開始され、ビルボードのインターネットセールスのチャート に乗った。
このアルバムでは、Taprootのドラマー、ジャロッド・モンタギューが参加している。
2004年に、Just Plain Folks Music Awardsの7つのアワード、「アルバム・オブ・ザ・イヤー」「プロデューサー・オブ・ザ・イヤー」「インダストリアルアルバム・オブ・ザ・イヤー」「メタルソング・オブ・ザ・イヤー (One Good Reason)」「ベストインダストリアルロックソング (Switchback、Stay with Me (Unlikely) の2曲)」「ベストロックソング (I Believe You)」を受賞した。その後、iOSのゲームTap Tap Revengeにて、最高難易度の楽曲としてSwitchbackやBirthrightが収録された。

ロゴ

2004年に、クレイトンはThe Beta Cessionsと呼ばれる2枚組ディスクを発売した。1枚目のディスクは、Circle of the Dustの最後の楽曲「Goodbye」を再レコーディングしたものや、Switchbackの別バージョン、限定版で発表した初期のEP楽曲、アルバム「セルドウェラー」のデモバージョンなどが収録されている。2枚目にはアルバム「セルドウェラー」の楽曲をバンド構成を変更し、少ないメンバーで録音したバージョンのものが収録されている。
クレイトンは、このようなデモ版の音源を、今後もアルバムの発売と同時期に未収録のものやデモ、貴重なトラックを今後もリリースすると予定している。
アルバムがリリースされてから、2006年から自身のサイトにて最高の楽曲を作るというコンセプトのもと「the Take It & Break It Celldweller Remix Competition」というイベントを開催し、多くのリミックスEPが発表された。
このようなファンからのリミックスを公式に受け付ける流れは、2001年のSymbointのリミックスイベントから始まったもので、「the Take It & Break It competition」では、celldwellerの公式サイトにオリジナルのマルチトラックを公開し、参加者はダウンロード、完成したリミックスを特設サイトにて公開することが出来る。このイベントは3回のラウンド制になっており、各ラウンド終了後に優秀なトラックは公式リミックスとして販売される。2008年には、このイベントはFiXTリミックスコンペティションとして、セルドウェラーや他のアーティストの楽曲をリミックス出来る機会を提供するサイトとして進化した。
2008年12月に、Soundtrack for the Voices in My Head Vol. 01というインスト楽曲のみのアルバムをリリースした。これらの楽曲はそれまでに作りためてきたデモ楽曲を映画やテレビ番組、ゲーム挿入曲として使うことを想定して作られている。
更に、いくつかのトラックは、製作中であったセカンドアルバムの楽曲も含まれている。　セルドウェラーのプロデューサーは、これらの楽曲はデビューアルバムのようにネットなどのメディアに公開されるべきと考えており、現時点でも多方面で挿入曲として利用されている。

### Wish Upon a Blackstar(2008–2012)
セカンドアルバムは、2004年から水面下で制作が開始されていた。
本来は2006年の夏頃にリリースされる事を予定していたが、ファーストアルバム同様に公開が遅れていた。
2009年3月にクレイトン本人より、タイトルはWish Upon a Blackstarで、50曲以上の楽曲を10曲までに絞り、公開すると彼のブログにて告知した。そして、アルバムを2曲で1章という形式にて公開を行うと告知をした。
2009年4月にWish Upon a Blackstarが公開、次回のベータセッションでは大量の未発表デモが公開されるだろうとコメントを残した。
Wish Upon a Blackstar製作時にSoundtrack for the Voices in My Head Vol. 01の続編、Soundtrack for the Voices in My Head Vol. 02を制作に着手、Wish Upon a Blackstarはこのアルバムの制作手法を利用して完成させた。2曲ずつリリース公開されるこのアルバムは、各章ごとネットで販売され全て揃った時にCD等の物理メディアで販売される予定。Soundtrack for the Voices in My Head Vol. 02の第1章では、4つの楽曲がフィーチャーされ、約20分ほどのアンビエントトラックが収録されている。加えて、第1章の限定版CDが2010年12月7日に発売され、Distantsというタイトルのアンビエントトラックが収録。
Wish Upon a Blackstar and SVH Vol. 02の制作中には多方面の活動を行っている。クレイトンがプロデュースするアーティスト、Blue Stahli のデビューアルバムの制作や、Xbox 360 / PlayStation 3用ゲーム『デッドライジング2』 (Dead Rising 2) に収録される新曲 "Kill the Sound" の制作や、過去の楽曲の選定, 、他にBTやJESの楽曲のリミックス制作を並行して行っていた。
2010年4月に、5年ぶり、セルドウェラーとして初めてのライブ活動を行うことを表明。バンドはクレイトンとFiXTのレコーディングアーティストであったBlue Stahli.とで最初のツアーが組まれた。2010年秋にはニューヨークでのトリトンフェスト、ジョージア州のDragoncon、トロントでのEBM Festでの演奏を行い、同年11月にはライブで演奏したバージョンを収録した音源をリリースするとアナウンスした。それらの音源はCellout EP 01として、iTunes 専用楽曲にて2011年1月25日より公開された。
2011年4月にアメリカにて大発生した竜巻災害による救済を目的として同年5月4日に、4枚のEPが72時間限定でGroupeesにて公開され、売上の20%を赤十字に募金された。
4枚の内容はそれまでにリリースされたCellout EP 01、Chapter 01 of Soundtrack for the Voices in My Head Vol. 02、 Chapter 03 of Wish Upon a Blackstar 、そしてthe Chapter 02 of SVH Vol. 02にて収録されなかったリミックス楽曲や、未公開トラック "Senorita Bonita"、"Atmospheric Light" のデモ版が収録されたthe Unreleased EPが販売された。
2011年5月に、Ustreamにてクレイトンは、2011年7月初旬から中旬にかけてVIPメンバーシップを立ち上げ、未公開のデモ楽曲や映像、ニュースや特別割引を受けられるサービスを計画していると発表した。
2011年11月24日、Wish Upon a Blackstarを翌年3月27日にリリースすると公表。
2012年2月14日、Chapter 02 of Soundtrack for the Voices in My Head Vol. 02がリリース。そして、ライブ予告を行っていたLive Upon a Blackstarの 遅延とWish Upon a Blackstarが2012年5月22日に遅延すると発表。
2012年3月2日、SVHに収録予定の新曲 "Elara" がシングルとしてリリースされた。
2012年3月26日にMP3版のLive Upon a Blackstar がリリースされた。
しかし、Live Upon a Blackstar Blu-ray DVD 版は4月17日に発売される予定だったが更に発売延期し、更に5月22日まで延期されることとなった。 Wish Upon a Blackstarも更に延期され、6月初旬に延期されることとなった。その後、2012年4月18日、Wish Upon a Blackstarの最終発売日が2012年6月12日と確定された。 2012年5月22日Live Upon a Blackstar DVD/Blu-ray版はアルバムに合わせて2012年6月12日と決定した。
2012年6月12日、Wish Upon a BlackstarとLive Upon a Blackstar Blu-ray DVD版が発売
2012年7月13日、SVH Vol. 02収録予定の楽曲シングルとしてリリース。また、アルバムSVH Vol. 027月24日にリリースと発表。
2012年7月16日、新曲 "Tough Guy" をフリー音源としてDubstep.netにて公開した クレイトンより、「この楽曲は次期アルバムに向けて制作していたものである」とコメント寄せた。
2012年9月14日、新曲「Klash-Up」と「Miss Murder's Personal Jesus」 Alternative Pressのウェブサイトで公開された。この楽曲は、AFIの "Miss Murder" とDepeche Modeの "Personal Jesus" がサンプルとして使用されている.
2012年10月19日、「Klash-Up」の別タイトルとして「Cry Little Sister Vs. Hello Zepp」が Bloody Disgustingのウェブサイトにて公開された。この楽曲にはGerard McMahonの "Cry Little Sister" と映画『ソウ』 (Saw) のメインテーマ "Hello Zepp" が使用されている。
2012年10月22日、エストニア、ラトビア、ロシア、ウクライナを筆頭とした海外ツアーを告知。
2012年10月26日、Groupeesにて新しいキャンペーンを企画。Soundtrack for the Voices in My Head Vol. 1 and Vol. 2, Live Upon a Blackstar, Wish Upon a Blackstar, The Complete Cellout の他にLive Upon a Blackstar DVDの内容をダウンロード版に編集したものを販売。全ての売上を米国の児童保護基金に募金すると表明。このキャンペーンを通じて、募金者へは3曲の未公開楽曲とWish Upon a Blackstar.のデモ版が収録されたEPUnreleased EP 2が限定で公開された。
2012年12月11日、Wish Upon a Blackstar.のリミックス楽曲が多く収録されたSpace & Time EPがリリースされた。

#### アルバムCelldwellerの再発行、小説版BlackstarとCelldweller Score Album (2013 - 現在)
2013年2月11日、デビューアルバムCelldweller のリリース10周年として、クレイトンはこのアルバムを5月に豪華2枚組のアルバムの再発売を予告。未公開楽曲であった "Uncrowned" の完成版を追加収録しての再発売となる。この楽曲はもともと収録予定ではあったが、完成されなかったものである。
またこのアルバムではGroupeesでのキャンペーンにて公開されたリマスター版が収録されている。
2013年5月1日、クレイトンは各SNSのページなどで告知動画を公開し、FiXTのウェブサイトにてre-issue of his debut album 事前予約のアナウンスを行った。そして、2013年6月10日、オリジナル版より1日早く再発行版がリリースされた。
2013年3月29日、 ソングライターであるKenzieとのコラボ制作した、未発表楽曲 "Younger" が無料ダウンロードで公開された。この楽曲は2009年頃に制作されたものである。
2013年6月25日、The Complete Cellout Vol. 01 Instrumentalsがリリース。The Complete Cellout Vol. 01のインストゥルメンタル版が収録されている。
この時期に平行して、楽曲提供を行っている。バンドI See Starsのアルバム「New Demons」 やゲーム『デッドライジング3』 (Dead Rising 3) 向けの楽曲などで4曲の提供を行っている。
合わせて James Dooleyとの共作 "Black Sun" の制作が行われ、映画『アイ・フランケンシュタイン』 (I, Frankenstein) に収録された。
2013年2月頃、アルバムからWish Upon a Blackstarのテーマを元に構想した小説、Blackstarの制作を行っているとアナウンスした。
この小説は、SFノベル「The Bane of Yoto」やキース・フェレルとの共著「Bloodmoon: Birth of the Beast」にてニューヨーク・ブックフェスティバルなどで5回受賞しているSF作家、Josh Viola (セルドウェラーのミュージック・ビデオ "Unshakeable" のディレクターとしてクレジット) によって執筆されている。
2013年12月3日にこの小説の刊行を予定しているが、同時にこの小説に合わせたイメージアルバムや、新作のアルバム発表を計画している。
Soundtrack for the Voices in My Head Vol. 03はセルドウェラーのfacebookのページにてアナウンスされた。
また、Chapter 01 of SVH Vol. 03は、映像制作会社The Orchardによって公表された。2013年7月2日にiTunesで先行公開されているが、FiXT Storeを筆頭とする他の配信サイトでは、2013年7月16日に公開された
新しいプロジェクトとしてアーティストVarienとのユニット「Scandroid」での活動を開始した。 新曲はウェブサイトで公開され、新曲 "Salvation Code" が, 2013年8月6日から公開されている

## ディスコグラフィ
詳細は『Celldweller discography』を参照

### メジャーリリース
| 発売日      | タイトル                                                                             |
| ----------- | ------------------------------------------------------------------------------------ |
| 2003年      | Celldweller (1stアルバム)                                                            |
| 2004年      | The Beta Cessions (デモ・Bサイド・アウトテイク集)                                    |
| 2008年      | Soundtrack for the Voices in My Head Vol. 1 (インストゥルメンタル・ベース・アルバム) |
| 2011年      | The Complete Cellout (リミックス・アルバム)                                          |
| 2012年      | Live Upon a Blackstar (ライヴ・アルバム)                                             |
| 2009-2012年 | Wish Upon a Blackstar (2ndアルバム)                                                  |
| 2010-2012年 | Soundtrack for the Voices in My Head Vol. 2 (インストゥルメンタル・ベース・アルバム) |